# Piotr Andreïevitch Tolstoï
Pour les autres membres de la famille, voir Famille Tolstoï.
Le comte Piotr Andreïevitch Tolstoï (en russe : Пётр Андреевич Толстой) (1645–17 février 1729), est un homme d'État russe, proche de Pierre le Grand. Il est le frère cadet d'Ivan Andreïevitch Tolstoï (1644–1713) et l'ancêtre de l'écrivain Léon Tolstoï.

## Biographie
Il descendait d'une famille de boyards, et fut chambellan à la Cour de Fedor III. À la mort de ce dernier, il se rangea d'abord du côté des partisans de la régente Sophie, fille d'Alexis Ier de Russie. Mais le voyage qu'il effectua à Venise en 1697 en qualité de membre de la Grande Ambassade le rapprocha de Pierre le Grand qui fit de lui l'un de ses proches conseillers. Le but de ce voyage était de rapprocher la monarchie russe de la culture occidentale et de recruter des compétences dans le domaine de la construction navale.
Le comte Tolstoï devint par la suite le premier ambassadeur de Russie auprès de la Sublime Porte des sultans ottomans en 1701. Il réussit avec difficulté à dissuader les Ottomans de soutenir les Suédois. Lorsque Charles XII se réfugia à Constantinople (Istanbul), Tolstoï demanda immédiatement son extradition. Ce geste provoqua les foudres du sultan Ahmet III, qui ordonna son emprisonnement au château des Sept-Tours (Yedikule).
À son retour en Russie, en 1714, il fut nommé sénateur et s'attira la sympathie du favori de Pierre le Grand, le maréchal Menchikov.
Le Tsar Pierre, qui connaissait son habileté et son machiavélisme, disait de lui :
« Ce Pierre Andreïevitch est de toutes les manières un très habile homme ; mais quand on a affaire à lui, il faut avoir dans sa poche une bonne pierre, pour lui casser les dents en cas qu'il lui prenne envie de mordre. »
Aussi, en 1717, c'est lui qui se vit confier la délicate mission de faire revenir de Naples le tsarévitch Alexis qui, accusé de comploter contre le tsar son père, avait fui le courroux paternel. Celui-ci sera enfermé et exécuté à la forteresse Pierre-et-Paul en 1718. Tolstoï serait fait chevalier de l'ordre de Saint-André.
Cela provoqua l'hostilité d'une grande partie du peuple à l'encontre du comte Tolstoï ; mais le tsar lui en fut reconnaissant et le couvrit d'honneur. Il accompagna le tsar lors d'un voyage en Hollande, en France et en Prusse.
Le comte prit la tête de la Chancellerie secrète, comparable au Cabinet noir des rois de France, mais avec des pouvoirs redoutables de police.
Le jour du couronnement de l'impératrice Catherine, en 1724, Tolstoï est présent au premier rang, « ayant en main le bâton de maréchal, au haut duquel était l'aigle impériale d'or massif, et par-dessus une émeraude de la grosseur d'un œuf de poule ».
À la mort de Pierre le Grand, en 1725, le vieux comte soutint de ses deniers les intrigues du maréchal Menchikov en faveur de la succession au trône de Catherine, deuxième épouse du tsar défunt. Il devient alors l'un des six membres du Haut Conseil Secret.
Mais Catherine mourut le 17 mai 1727, après seulement deux ans de règne. Tolstoï, conscient que l'arrivée au pouvoir de Pierre II marquerait la fin de sa carrière et de l'influence de sa famille, se rangea alors, contre Menchikov, derrière les partisans de la seconde fille de Catherine, la future Élisabeth Ire. Menchikov, qui avait fiancé sa propre fille, Maria, au jeune Pierre II, l'emporta et fut désigné tuteur du nouveau Tsar.
Le vieux comte, âgé de quatre-vingt-deux ans, fut condamné à être décapité (ordonnance du 6 juin 1727). La sentence fut aussitôt commuée par Pierre : Tosltoï se voyait dépouillé de ses dignités et de ses biens, et était envoyé en prison avec son fils Ivan, président du collège de la Justice. Ils furent enfermés au monastère Solovetski, situé dans une île au bord de la mer Blanche, dans le gouvernement d'Arkhangelsk. Piotr Andreïevitch Tolstoï y mourut deux ans plus tard.

## Sources et bibliographie
- (en) Cet article est partiellement ou en totalité issu de l’article de Wikipédia en anglais intitulé « Pyotr Andreyevich Tolstoy » (voir la liste des auteurs).
- Nikolai Tolstoy, The Tolstoys, London (1983),  (ISBN 0-241-10979-5).

1. ↑  Jean Henri Castéra, Histoire de Catherine II, Impératrice de Russie, Paris (1800).
2. ↑  Michel Heller : Histoire de la Russie et de son Empire, 2e partie; chap.5; 2015, Éd. Tempus Perrin,  (ISBN 978-2262051631)
3. ↑  Augustin Petrovitch Golitsyn, La Russie au XVIIIe siècle, mémoires inédits sur les règnes de Pierre le Grand, Catherine Ire et Pierre II, Paris (1863).
4. ↑  Cf. Augustin Petrovitch Golitsyn, op. cité.